# Brix, Manche
Brix är en kommun i departementet Manche i regionen Normandie i norra Frankrike. Kommunen ligger i kantonen Valognes som tillhör arrondissementet Cherbourg. År 2022 hade Brix 2 146 invånare.

## Befolkningsutveckling
Antalet invånare i kommunen Brix
| Referens: INSEE |